# ウィリアム・ヘンリー・リード
ウィリアム・ヘンリー・"ビリー"・リード（William Henry "Billy" Reed 1876年7月29日 - 1942年7月2日）は、イングランドのヴァイオリニスト、教育者、作曲家、エドワード・エルガーの伝記作家。
1912年から1935年までの23年間にわたってロンドン交響楽団のリーダー（コンサートマスター）を務めたが、最も知られるのはエルガーとの長年の私的な友情（1910年 - 1934年）と著書『私の知るエルガー』（Elgar As I Knew Him, 1936年）である。この著作中ではヴァイオリン協奏曲 ロ短調の誕生の物語が非常に詳細に描かれている。また、この本には未完に終わった交響曲第3番の作曲者によるスケッチが数多く掲載されており、これはアンソニー・ペインが整理を行って曲を演奏可能な状態にまとめ上げた際にこの上ない重要な資料となった。しかし、リードはこの交響曲を完成させることはできないという自らの見解を書き残している。

## 生涯

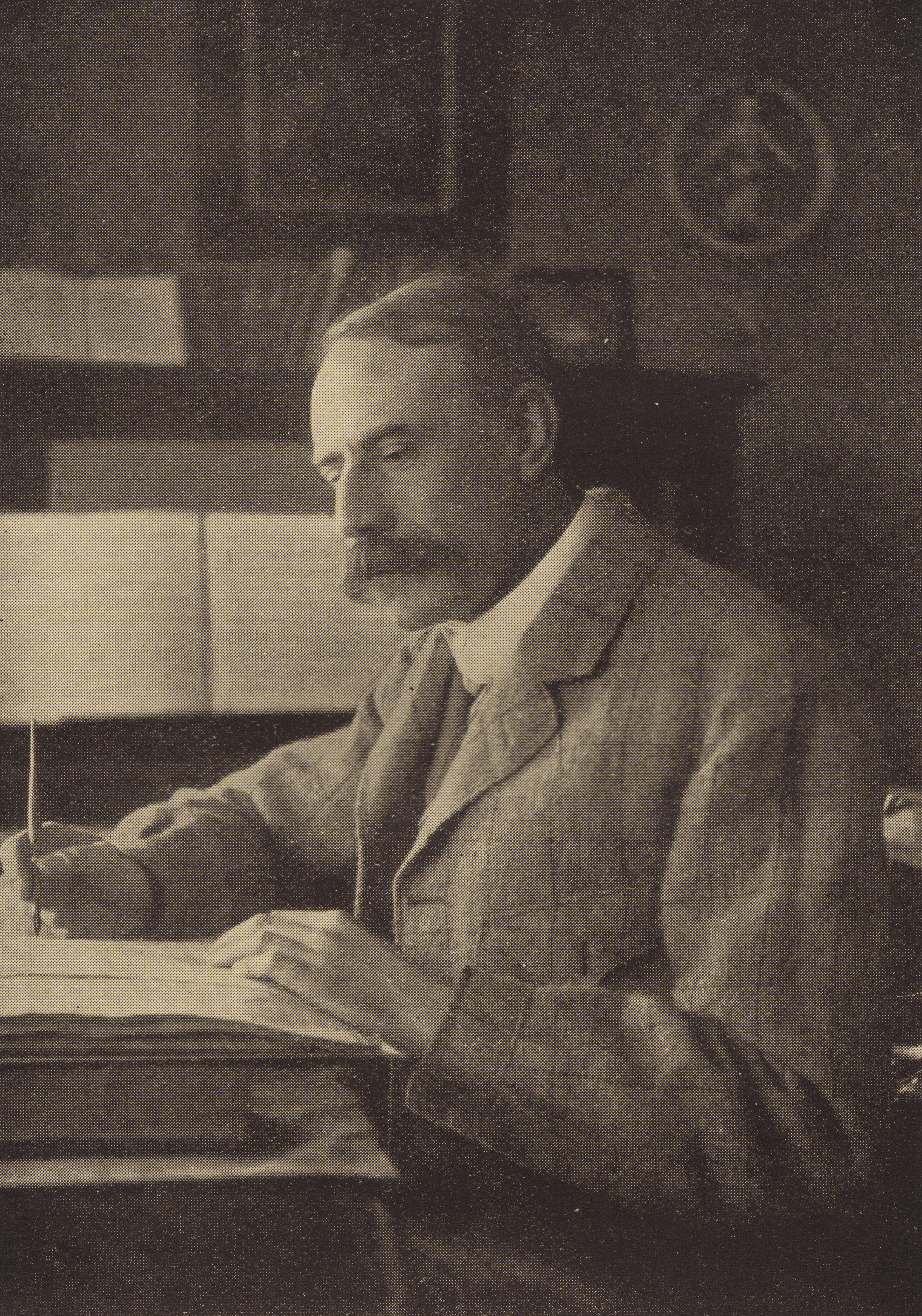
エドワード・エルガー

リードはサマセット州のフルームに生まれた。ロンドンの王立音楽アカデミーではエミール・ソーレ、フレデリック・コーダーら他に師事し、優等で卒業した。
リードが初めてエドワード・エルガーに会ったのは1902年、クイーンズ・ホールのヴァイオリニストとしてだった。1月17日、付随音楽『グラーニアとディアーミッド』のリハーサルをオーケストラと終えたばかりのエルガーに近づいたリードは自己紹介を行い、和声と対位法のレッスンを受けられないかと尋ねた。エルガーはこう答えた。「少年、私はそういったことにはとんと無知なのだよ。」この時はまだ、彼らの私的な交流は始まらなかった。しかし、2人の運命は仕事を通じて交差し続ける。リードは1904年にロンドン交響楽団の創立メンバーとして入団した。彼の身体的特徴はエルガーの親友であったアウグスト・イェーガー（1899年の『エニグマ変奏曲』における第9変奏「ニムロッド」の人物）と非常に似通っており、このこともいくらか手伝ったのか、エルガーはリードに出会うといつも前向きな言葉をかけてリードを激励した。
1910年5月27日、エルガーとリードはロンドンのリージェント・ストリートで偶然出会う。エルガーはヴァイオリン協奏曲の作曲に際していくつか問題を抱えており、リードに助力願えないかと頼んだ。これが2人の強い友情関係の真の始まりとなり、エルガーがこの世を去る1934年まで続くことになる。リードはエルガーの作業場において、協奏曲の草稿を元に最初に試奏する役を担った。また、彼は1910年9月4日にグロスターのスリー・クワイアズ・フェスティバルで行われた半公開演奏において、初めて聴衆の前でこの曲を演奏することになった。10月10日に行われた公式初演でソリストを務めたのはフリッツ・クライスラーである。
エルガーは1911年から1912年までロンドン交響楽団の首席指揮者の職にあり、リードは1912年にこの楽団のリーダー（コンサートマスター）に就任した。1914年、エルガーは弦楽合奏とオルガンのための『ため息』 Op.70をリードに献呈した。この時から数年間、リードは作曲を行うようになる。弦楽四重奏曲第5番 イ短調は1916年のコベット・コンペティション（Cobbett Competition）で2等賞を獲得した。
エルガーは1918年のヴァイオリンソナタ ホ短調 Op.82などの作品の作曲に際し、リードに技術的問題で助言を求め続けた。このソナタは1919年にロンドンのエオリアン・ホールにおいてリードのヴァイオリン、ランドン・ロナルドのピアノで初演された。リードは2回目の演奏も受け持ったが、その後アルバート・サモンズとウィリアム・マードックがこの曲の主な演奏者となっていった。リードは他にも弦楽四重奏曲 Op.83とピアノ五重奏曲 Op.84の初演にも参加した。これら3作品は、エルガーがサセックスのフィトルワースに程近いブリンクウェルズ（Brinkwells）に住んでいた時期に並行して書かれている。リードはこの期間、しばしばエルガーの住居を訪れては彼と共に散歩に興じたのであった。
1920年にエルガーの妻キャロライン・アリス・エルガーが死去し、リトル・マルヴァーンのセント・ウルスタンズ教会（St Wulstan's）で葬儀が執り行われた。その際にエルガーの弦楽四重奏曲の緩徐楽章が演奏されており、リードも演奏メンバーに加わった。

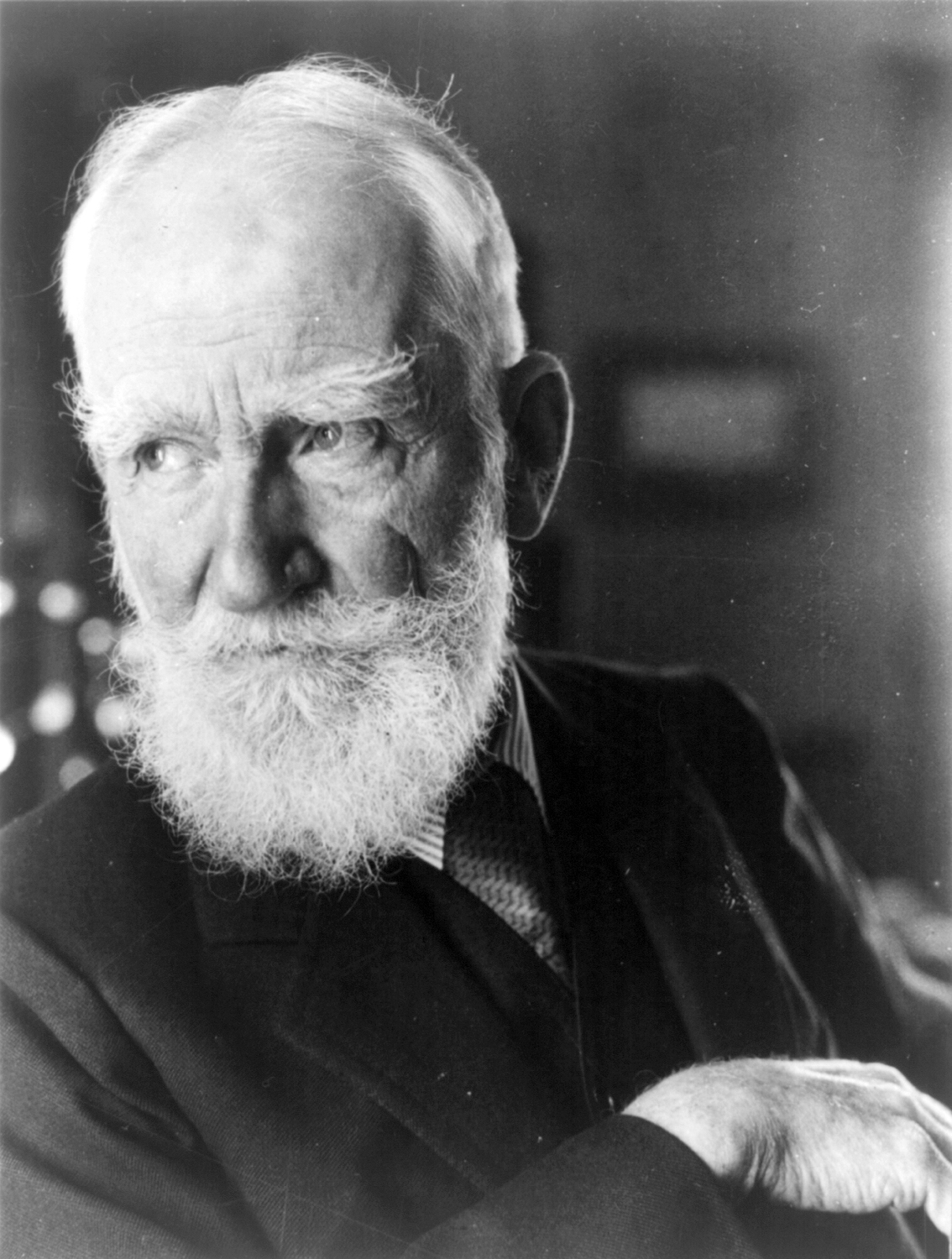
ジョージ・バーナード・ショー、1934年

1932年、リードとジョージ・バーナード・ショーの働きかけもあって実現したBBCからの依嘱を受け、エルガーは交響曲第3番に熱心に取り組んだ。彼自身、数年来そうした作品の構想を温めており、多くの主題や着想が様々な草稿用紙に書き留められた。そこで、彼はこれらをまとめ上げる作業に着手し、リードと共にヴァイオリンとピアノでスケッチをしばしば試奏した。しかしエルガーは、1933年にがんの宣告を受け、翌1934年2月に帰らぬ人となった。闘病中のエルガーは交響曲にはわずか数音しか書き足すことができず、自分がこれを完成させられないことを悟っていた。1933年12月に彼はリードに次のように伝えた。「ビリー、曲に下手な修繕をされないようにして欲しい。―燃やしてしまえ！」しかし、リードは172ページに及ぶ草稿を捨てずに取っておいた。エルガーの死後、ショーの勧めに従い、リードはエルガーの記憶を本にまとめ、2年後の1936年に『私の知るエルガー』（Elgar As I Knew Him）として出版した。この本には172ページある草稿の多くのファクシミリが掲載され、さらにエルガーがリードに指導した演奏面での注意と、各スケッチを作品全体のどこに配置するかという指示も盛り込まれた。これに加え、リードは『ザ・リスナー』（The Listener）誌に発表した「エルガーの第3交響曲」（Elgar's Third Symphony, 1935年8月23日）と題した論文に全ての草稿を掲載した。1972年に初めてリードの著書に出会ったアンソニー・ペインにとって、これらと他の資料がかけがえのない価値を持つものとなった。ペインの補筆による交響曲第3番の初録音には、70分に及ぶペインによる講義と、エルガーがリードと共にヴァイオリンとピアノで演奏したスケッチが付された。録音にはリード自身のヴァイオリンが用いられ、ヴァイオリンのロバート・ギブズ、ピアノのデイヴィッド・オーウェン・ノリスが演奏した。
リードは1935年にロンドン交響楽団のリーダーを退き、これを時おり訪れる特別な場面での役割と考えるようになった。代わりに、彼はオーケストラの取締役会の議長に収まった。また、彼はキャリアを通じて王立音楽大学で教鞭を執っており、この大学のフェローに選出されている。リードの門下からはジョージ・ウェルドン、イモージェン・ホルスト、ジェーン・ジョンストン（ウィリアム・ロイド・ウェバーの妻、アンドルーとジュリアンの母）らが輩出している。
1939年、リードはケンブリッジ大学から音楽博士号を授与された。同年、彼は「Master Musicians」シリーズの中の一編としてエルガーについてさらに執筆を行っている。
演奏活動から引退後、リードは学生に試験を課し、大会で審査する仕事に時間の多くを割くようになった。彼はアマチュアオーケストラやアンサンブルの指揮にも大きな働きを行った。1933年には、ストローリング・プレイヤーズ（Strolling Players）の指揮者に就任した。
英国王立音楽検定の試験と審査のためにスコットランドを訪れていた1942年7月2日、リードはダンフリーズで急逝した。彼の遺灰は『ゲロンティアス』の窓に近い、ウスター大聖堂に埋葬された。
映画『Elgar's Tenth Muse: The Life of an English Composer』において、リードを演じたのはルパート・フレーザー（Rupert Frazer）であった。

## 作曲家として
リードは自作曲の作曲家として、次第に名声を高めていった。彼の作品にはBBCプロムスやスリー・クワイアズ・フェスティバル、ボーンマスで初演されたものもあるが、彼の作曲家としての名声はエルガーの伝記作家としてのそれの陰に隠れ、彼の作品はレパートリーから漏れていった。リード作品の演奏、録音の機運が高まってきている。

### 主要作品
| - Valse brillante (1898, orchestra) - Touchstone, overture (1899) - Valse elegante (1903, orchestra) - Suite Venitienne (1903, orchestra) - Variations Caracteristiques for strings (1911) - Will o' the Wisp, orchestra (1913; published 1924) - String Quartet No. 5 in A minor (1915, pub.1916; this won a second prize in the Cobbett Competition, and presumably there were four earlier quartets) - Rhapsody in D major for viola and piano (1918); published 1927 - Violin Concerto in A minor (1918; published in piano reduction) - Viola Concerto (1918) - Rhapsody for Violin and Orchestra in E minor (1920) - The Lincoln Imp, orchestra (1921) - Among the Mountains of Cambria, symphonic poem (1922) - Aesop's Fables, orchestra (1924) - Two Somerset Idylls, orchestra (1926) - Shockheaded Peter, orchestra (1933) - Earl Haldan's Daughter, choral ballad (1939) - Merry Andrew, overture (1940) - Symphony for strings - Down in the West Country, strings and timpani - Caliban, symphonic poem - Scenes from the Ballet, orchestra - Miniature Suite, orchestra - Elegie | - Intermezzo - Pastorale - Men of Kent - March of the Prefects (school orchestra) - Stately Dance (school orchestra) - Patrol (school orchestra) - School March (school orchestra) - String Trio (unpublished) - Risenlied, violin and piano - Introduction and Rondo Caprice, clarinet and piano - On Waterford Quay: An Irish Impression - Reverie - Toccata for Violin & Piano - Fantaisie Brillante - Two Chinese Impressions - Andante con moto - Punjabi Song - Lento and Prelude - Spanish Dance - Luddi Dance - Andante Tranquillo - arrangement of the Welsh folk song The Gentle Dove - arrangement for violin and piano of Dreaming from Elgar's Nursery Suite - Treasury of Christmas Music for mixed voices with accompaniment ad lib - songs to texts by Christina Rossetti and Henry Wadsworth Longfellow |